# Impédance mécanique
L'impédance mécanique est une mesure de la résistance opposée au mouvement par une structure soumise à une force périodique donnée. Elle concerne les forces des vitesses agissant sur un système mécanique. L'impédance mécanique d'un point par rapport à une structure est le rapport entre la force appliquée en un point et la vitesse résultante à ce point. L'impédance mécanique est l'inverse de l'admittance mécanique ou mobilité.

## Dépendance à la fréquence
L'impédance mécanique est une fonction de la fréquence {\displaystyle \omega } de la force appliquée et peut varier considérablement selon la fréquence. Aux fréquences de résonance, l'impédance mécanique sera plus faible, ce qui signifie qu'une quantité moindre de force est nécessaire pour déplacer une structure à une vitesse donnée. L'exemple le plus simple est lorsqu'un enfant pousse un autre sur une balançoire. Pour atteindre l'amplitude d'oscillation la plus grande, la fréquence des poussées doit être proche de la fréquence de résonance du système.

## Définition
Si {\displaystyle \scriptstyle {\overrightarrow {F}}} est le vecteur force qui impose une sollicitation, {\displaystyle \omega } la fréquence angulaire de cette sollicitation, et {\displaystyle \scriptstyle {\overrightarrow {v}}} est le vecteur vitesse induit en réaction, cette réaction du système à la sollicitation se traduit par la matrice d'impédance {\displaystyle \scriptstyle Z} :
{\displaystyle Z(\omega )\cdot {\overrightarrow {v}}(\omega )={\overrightarrow {F}}(\omega )}
D'une manière générale, l'inductance dépend de la fréquence {\displaystyle \omega } de la sollicitation. Le plus souvent, la sollicitation et la réaction ne sont pas en phase, et l'inductance se traduit par un nombre complexe, dont en particulier le déphasage dépend de la fréquence.
Si l'on considère la représentation complexe de la sollicitation et de la réaction, l'équation se présente sous la forme :
{\displaystyle Z(\omega )\cdot {\overrightarrow {v_{0}}}.e^{i(\omega t+\phi _{\omega })}={\overrightarrow {F_{0}}}.e^{i\omega t}\qquad } et donc :{\displaystyle \quad {\overrightarrow {v_{0}}}=e^{-i\phi _{\omega }}Z^{-1}(\omega ){\overrightarrow {F_{0}}}}
Par ailleurs, la sollicitation et la réaction ne sont généralement pas colinéaires dans le cas des milieux solides, et l'inductance est alors un tenseur et non un scalaire (complexe).

## Dimension
L'impédance est le rapport entre une force (grandeur extensive en M·L·T −2) par une vitesse (grandeur intensive en L·T −1). C'est donc une grandeur extensive de dimension M·T −1, s'exprimant en  newton-seconde par mètre (N.s/m) dans le système international d'unités.
On peut remarquer que l'impédance mécanique a les mêmes unités de base qu'un débit massique exprimé en kilogramme par seconde. Ces deux grandeurs sont cependant incommensurables, parce qu'elles diffèrent dans leur grandeur d'orientation : l'impédance mécanique est un scalaire vrai, en 10, alors qu'un débit massique est un flux, en 1z, dont la valeur en un point est indissociable de la direction que prend la surface frontière de référence.

## Impédance de l'espace-temps
Une onde gravitationnelle transfère de l'énergie avec une certaine densité surfacique de puissance (en W m−2 ou kg⋅s−3). Cette intensité est proportionnelle au produit du carré de la fréquence de l'onde (en s−2), du carré de la déformation de l'espace-temps ({\displaystyle \Delta L/L}, donc sans dimension) et d'un facteur représentant la résistance de l'espace-temps au passage de cette énergie gravitationnelle
Cette impédance de l'espace-temps s'exprime donc en kg⋅s−1, et vaut {\displaystyle c^{3}/G} ~  4,037 256 × 1035 kg/s.